# Бамбуковий молюск
Бамбуковий молюск (Solen strictus) — їстівний двостулковий молюск родини Solenidae. Зустрічається в Японії в пісках західного, південного та північно-східного узбережжя, Південній Кореї, Китаї, Тайвані, і часто живе в піску у припливній зоні на мілководді моря, в основному, у воді глибиною близько 20-50 см.

## Опис

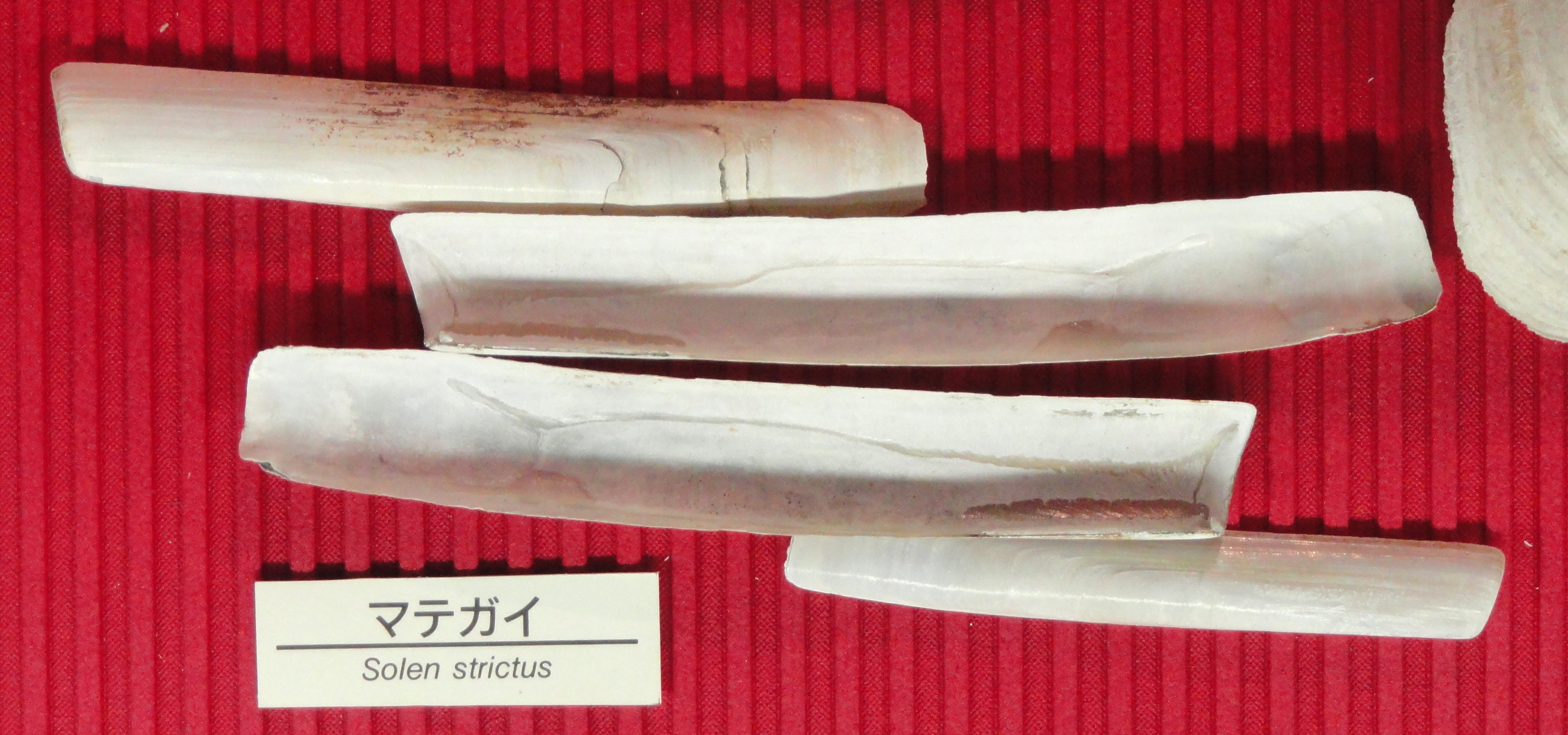
Мушлі бамбукового молюска у Природничому Музеї в Осаці, Японія

Має подовжений вузький довгастий корпус, форма якого характерна для родини бритвоподібних молюсків; довжина дорослих молюсків становить близько 10 см.
Живуть у піску на глибині від кількох десятків см до 1 м.
Молюск чутливий до солі. Якщо в отвір зроблений молюском в піску покласти сіль — молюск швидко виступає з отвору. Таким чином збір молюсків відбувається швидко і ефективно.